# Naomi Uman
Naomi Uman   (Nova York, 11 de novembre de 1962) és una cineasta experimental i artista visual nord-americana i mexicana.
Uman va rebre un MFA en cinema per CalArts el 1998. El treball d'Uman sovint està "marcat per la seva estètica feta a mà, sovint rodant, processant a mà i editant les seves pel·lícules amb les pràctiques més rudimentàries". Va ser xef privada de Gloria Vanderbilt, Malcolm Forbes i Calvin Klein. Les seves pel·lícules guardonades s'han projectat àmpliament als principals festivals internacionals, així com al Museu Guggenheim, al Museu Whitney d'Art Americà i al Museu d'Art Modern de Ciutat de Mèxic. Va participar en la 38 Mostra de València amb Three Sparks, una mirada sobre el tracte a la dona als pobles d'Albània.

## Filmografia
- Love of 3 Oranges (1993, 16mm, pintat a mà b&w, 10 min.)
- GRASS (1997, 16mm, b&w, 3 min.)
- Leche (1998, 16mm, b&w, so, 30 min.)
- Tin Woodsman (2008, 16mm, color, sound, 6 min.)
- Removed (1999, 16mm, color, so, 6 min.)
- Lay (2006, 16mm, b&w, so, 15 min.)
- Coda (2008, 16mm, b&w, so, 3 min.)
- Kalendar (2008, 16mm, color, silenci, 11 min.)
- On this Day (2006, 16mm, color, so, 4 min.)
- Unnamed Film (2008, 16mm, color/b&w, so, 55 min.)